# Dub (Starý Jičín)

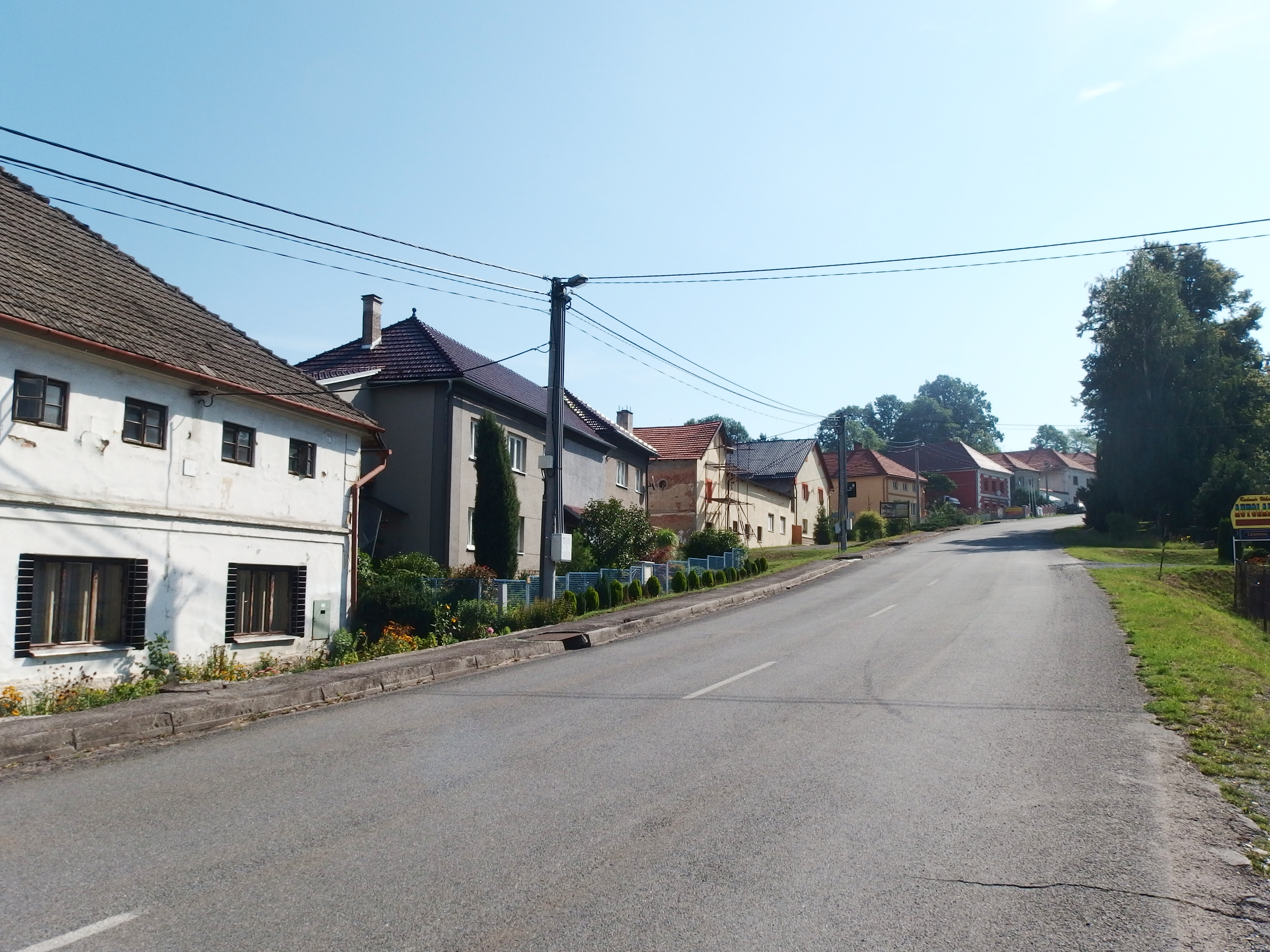
Dorfstraße

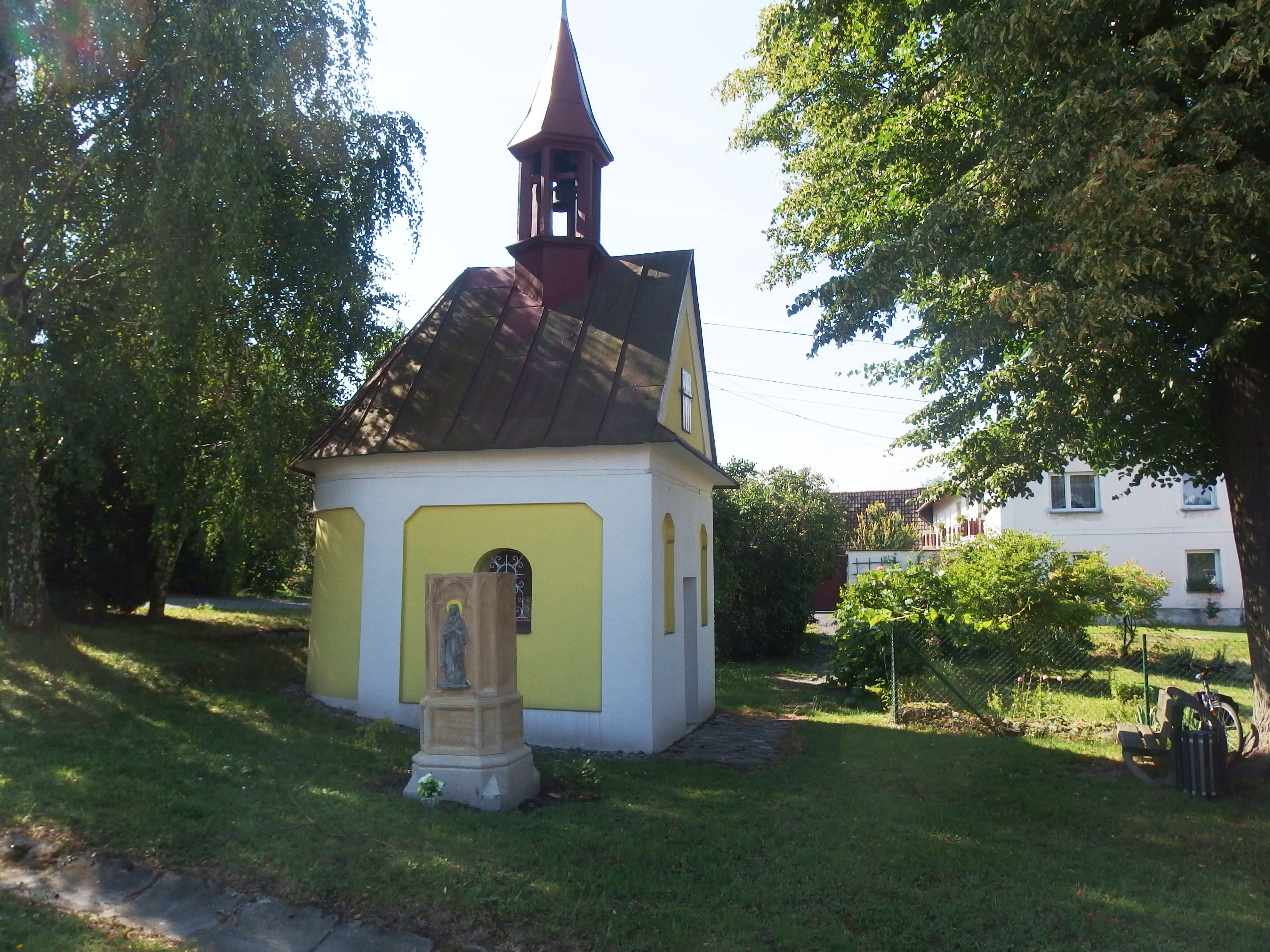
Kapelle

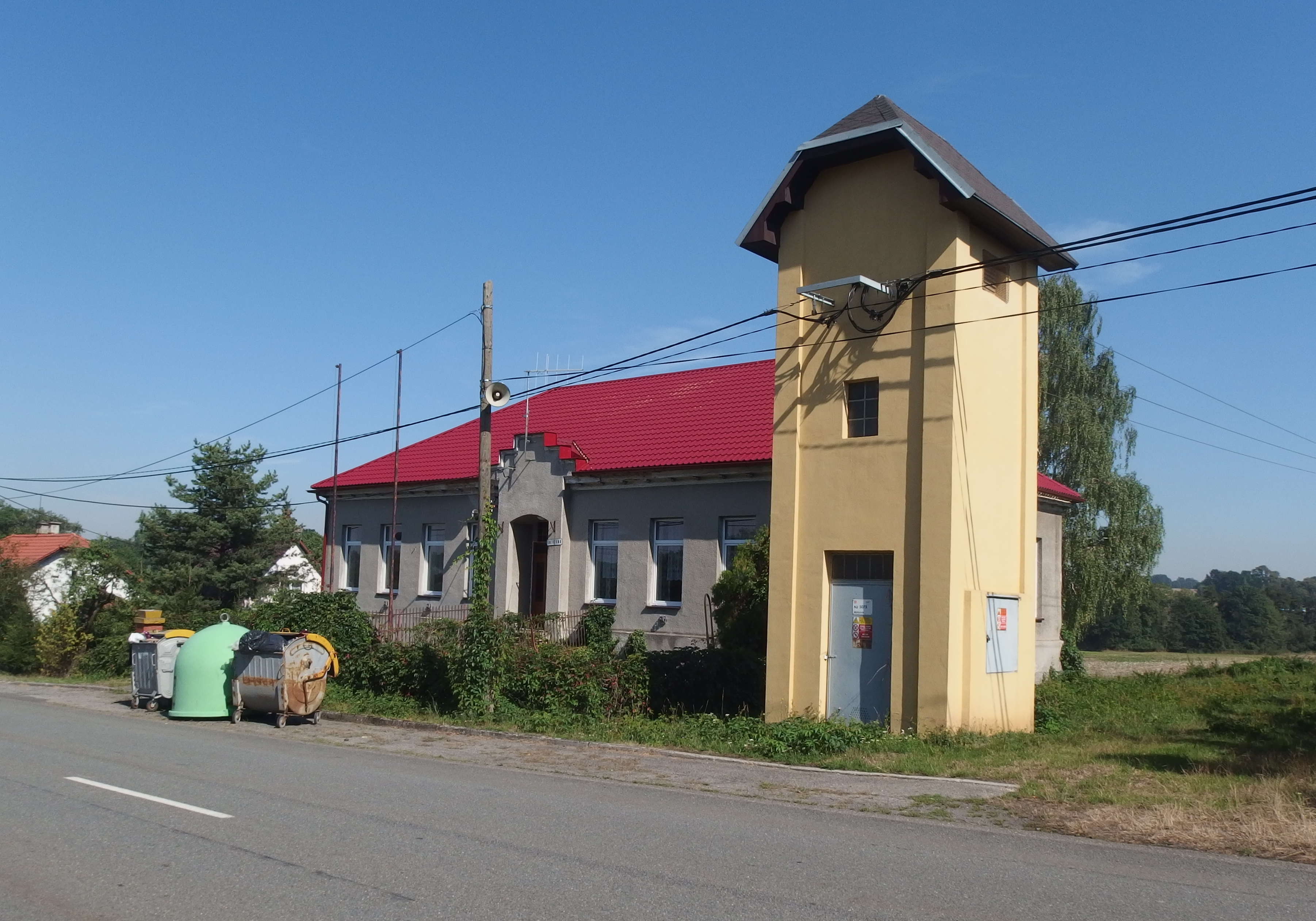
Ehemalige Schule, heute Bücherei

Dub (deutsch Daub) ist ein Ortsteil der Gemeinde Starý Jičín in Tschechien. Er liegt zehn Kilometer westlich von Nový Jičín und gehört zum Okres Nový Jičín.

## Geographie
Dub befindet sich rechtsseitig der Luha am Hang des Hügels Dubský kopec (Dauber Berg, 326 m n.m.) in den Ausläufern der Podbeskydská pahorkatina (Vorbeskidenhügelland) im Kuhländchen. Im Süden erhebt sich der Stráž (364 m n.m.). Gegen Westen liegen an der Luha die Teiche Heřmanický rybník, Dolní Polom und Horní Polom. Westlich und südlich des Dorfes verläuft die Staatsstraße I/48 zwischen Bělotín und Nový Jičín. Nordwestlich führt die Bahnstrecke Břeclav–Petrovice u Karviné an Dub vorbei.
Nachbarorte sind Blahutovice und Polouvsí im Norden, Hůrka und Vlčnov im Nordosten, Starojická Lhota im Osten, Janovice, Petřkovice und Palačov im Südosten, Poruba und Vysoká im Süden, Heřmanice und Špičky im Südwesten, Kunčice und Polom im Westen sowie Lučice im Nordwesten. 

## Geschichte
Die erste urkundliche Erwähnung von Dub erfolgte im Jahre 1412, als der Besitzer der Burgherrschaft Titschein, Latzek (I.) von Krawarn, das Dorf zusammen mit Polouvsí an Heinrich von Riesenburg verkaufte. Dieser ließ seiner Frau Elisabeth auf beide Dörfer eine Morgengabe von 50 Mark verschreiben. Nachfolgende Besitzer waren Johann von Riesenburg sowie dessen Tochter Katharina. Nach deren Tod wurde das Gut Polouvsí 1493 in der Landtafel auf den Witwer Johann von Zop überschrieben. Im Jahre 1502 kaufte Wilhelm von Pernstein das Gut und schlug es seiner Herrschaft Weißkirch zu. Im Jahre 1569 bestand das Dorf aus 15 Angesessenen. Daub blieb in den folgenden Jahrhunderten immer Teil der Herrschaft Hranice bzw. Weißkirch, die seit 1622 ununterbrochen im Besitz der Fürsten von Dietrichstein blieb. Durch das Dorf führte die Poststraße nach Neutitschein mit steilem Anstieg über den Dauber Berg. 1768 übernachtete Kaiser Joseph II. im neu gebauten Gasthaus. Das 1766 geschaffene Ortssiegel zeigte drei auf einem Feld stehende sowie drei darüber schwebende Vögel. 
Im Jahre 1835 bestand das im Prerauer Kreis gelegene Dorf Daub bzw. Dub aus 26 Häusern, in denen 168 Personen lebten. Haupterwerbsquelle war die Landwirtschaft. Im Ort gab es ein Einkehrwirtshaus und eine Erbrichterei. Pfarrort war Hustopetsch, die Schule war in Halbendorf. Bis zur Mitte des 19. Jahrhunderts blieb Daub der Fideikommissherrschaft Weißkirch untertänig. 
Nach der Aufhebung der Patrimonialherrschaften bildete Daub / Dub ab 1849 eine Gemeinde im Gerichtsbezirk Mährisch Weißkirchen. Ab 1869 gehörte Daub zum Bezirk Mährisch Weißkirchen. Zu dieser Zeit hatte das Dorf 180 Einwohner und bestand aus 26 Häusern. 1894 wurde in Daub eine Volksschule eingerichtet. Im Jahre 1900 lebten in Daub 202 Personen, 1910 waren es 199. Im Jahre 1930 bestand Daub aus 30 Häusern und hatte 234 Einwohner. Nach dem Münchner Abkommen wurde das deutschsprachige Dorf 1938 vom Okres Hranice abgetrennt und dem Deutschen Reich zugeschlagen. Zugleich wurde das Dorf nach Deutsch Jaßnik umgepfarrt. Die Gemeinde änderte in dem Jahr ihr Wappen in den Auerochsenkopf der Herren von Pernstein. 1939 hatte Daub 189 Einwohner. Bis 1945 gehörte Daub zum Landkreis Neu Titschein. Nach dem Ende des Zweiten Weltkrieges kam das Dorf zur Tschechoslowakei zurück und wurde wieder dem Okres Hranice zugeordnet, die meisten der deutschsprachigen Bewohner wurden vertrieben. 1950 lebten in Dub 160 Menschen. Im Zuge der Gebietsreform von 1960 und der damit verbundenen Aufhebung des Okres Hranice wurde die Gemeinde dem Okres Nový Jičín zugeordnet. 1976 erfolgte die Eingemeindung nach Heřmanice u Polomi. Mit Beginn des Jahres 1979 wurde Dub zusammen mit Heřmanice u Polomi nach Starý Jičín eingemeindet. Beim Zensus von 2001 lebten in den 38 Häusern von Dub 97 Personen. Zum 1. Januar 2018 hatte das Dorf 124 Einwohner und bestand aus 46 Häusern. 

## Ortsgliederung
Der Ortsteil Dub bildet den Katastralbezirk Dub u Nového Jičína.

## Sehenswürdigkeiten
- Kapelle
- Gedenkstein für die Gefallenen des Ersten Weltkrieges